# Гепберг
Гепберг (нім. Hepberg) — громада в Німеччині, розташована в землі Баварія. Підпорядковується адміністративному округу Верхня Баварія. Входить до складу району Айхштет.
Площа — 4,16 км2. Населення становить 2936 ос. (станом на 31 грудня 2020).